# Armidale, New South Wales
Armidale là một thành phố thuộc bang New South Wales, Úc.

## Khí hậu
Armidale có khí hậu cao nguyên cận nhiệt đới (Köppen Cfb). Độ cao của Armidale giúp thành phố có khí hậu ôn hòa hơn nhiều vùng ở phía bắc New South Wales, nhưng mùa hè vẫn rất ấm áp. Mùa đông kéo dài và mát mẻ với nhiều đêm băng giá. Tuy nhiên tuyết rơi rất hiếm – trung bình chỉ một ngày trong ba năm.
| Dữ liệu khí hậu của sân bay Armidale | Dữ liệu khí hậu của sân bay Armidale | Dữ liệu khí hậu của sân bay Armidale | Dữ liệu khí hậu của sân bay Armidale | Dữ liệu khí hậu của sân bay Armidale | Dữ liệu khí hậu của sân bay Armidale | Dữ liệu khí hậu của sân bay Armidale | Dữ liệu khí hậu của sân bay Armidale | Dữ liệu khí hậu của sân bay Armidale | Dữ liệu khí hậu của sân bay Armidale | Dữ liệu khí hậu của sân bay Armidale | Dữ liệu khí hậu của sân bay Armidale | Dữ liệu khí hậu của sân bay Armidale | Dữ liệu khí hậu của sân bay Armidale |
| Tháng                                | 1                                    | 2                                    | 3                                    | 4                                    | 5                                    | 6                                    | 7                                    | 8                                    | 9                                    | 10                                   | 11                                   | 12                                   | Năm                                  |
| ------------------------------------ | ------------------------------------ | ------------------------------------ | ------------------------------------ | ------------------------------------ | ------------------------------------ | ------------------------------------ | ------------------------------------ | ------------------------------------ | ------------------------------------ | ------------------------------------ | ------------------------------------ | ------------------------------------ | ------------------------------------ |
| Cao kỉ lục °C (°F)                   | 37.0 (98.6)                          | 37.1 (98.8)                          | 32.4 (90.3)                          | 27.7 (81.9)                          | 23.3 (73.9)                          | 21.7 (71.1)                          | 19.9 (67.8)                          | 26.8 (80.2)                          | 28.2 (82.8)                          | 31.6 (88.9)                          | 35.0 (95.0)                          | 33.7 (92.7)                          | 37.1 (98.8)                          |
| Trung bình ngày tối đa °C (°F)       | 26.4 (79.5)                          | 25.2 (77.4)                          | 23.2 (73.8)                          | 19.9 (67.8)                          | 15.8 (60.4)                          | 12.7 (54.9)                          | 12.2 (54.0)                          | 14 (57)                              | 17.7 (63.9)                          | 20.6 (69.1)                          | 22.9 (73.2)                          | 25.1 (77.2)                          | 19.6 (67.3)                          |
| Tối thiểu trung bình ngày °C (°F)    | 13.6 (56.5)                          | 13.2 (55.8)                          | 11.5 (52.7)                          | 7.9 (46.2)                           | 4.3 (39.7)                           | 2.5 (36.5)                           | 1.3 (34.3)                           | 1.7 (35.1)                           | 4.7 (40.5)                           | 7.4 (45.3)                           | 10.1 (50.2)                          | 12.1 (53.8)                          | 7.5 (45.5)                           |
| Thấp kỉ lục °C (°F)                  | 4.5 (40.1)                           | 4.1 (39.4)                           | 1.1 (34.0)                           | −3.3 (26.1)                          | −5.9 (21.4)                          | −6.0 (21.2)                          | −7.0 (19.4)                          | −6.6 (20.1)                          | −4.9 (23.2)                          | −3.1 (26.4)                          | −1.6 (29.1)                          | 1.3 (34.3)                           | −7.0 (19.4)                          |
| Lượng mưa trung bình mm (inches)     | 94.0 (3.70)                          | 93.0 (3.66)                          | 61.7 (2.43)                          | 35.5 (1.40)                          | 39.7 (1.56)                          | 48.4 (1.91)                          | 40.8 (1.61)                          | 43.2 (1.70)                          | 50.2 (1.98)                          | 70.9 (2.79)                          | 95.6 (3.76)                          | 94.8 (3.73)                          | 767.8 (30.23)                        |
| Số ngày mưa trung bình (≥ 0.2mm)     | 11.8                                 | 12.6                                 | 12.2                                 | 10.9                                 | 11.8                                 | 15.1                                 | 12.9                                 | 9.6                                  | 9.8                                  | 10.9                                 | 12.5                                 | 13.0                                 | 143.1                                |
| Nguồn: Cục Khí tượng Úc              |                                      |                                      |                                      |                                      |                                      |                                      |                                      |                                      |                                      |                                      |                                      |                                      |                                      |

## Thành phố kết nghĩa
- Masterton, New Zealand